# Anotia sayi
Anotia sayi är en insektsart som beskrevs av Ball 1902. Anotia sayi ingår i släktet Anotia och familjen Derbidae. Inga underarter finns listade i Catalogue of Life.